# 전주비전대학교
전주비전대학교(全州비전大學校, Vision College of Jeonju)는 전북특별자치도 전주시에 위치한 사립 전문대학이다.

## 역사
1998년 교명을 전주공업전문대학에서 전주공업대학으로, 2006년 교명을 전주비전대학으로 변경하였으며 2011년 전주비전대학교로 교명을 변경하였다.
- 1976년 1월 24일 전주공업전문학교 설립
- 1979년 1월 1일 전주공업전문대학으로 개편
- 1998년 5월 1일 전주공업대학으로 교명 변경
- 1998년 8월 3일 남노송동에서 효자동으로 캠퍼스 이전
- 2001년 5월 3일 평생교육원 개원
- 2006년 3월 1일 전주비전대학으로 교명 변경
- 2009년 4월 27일 교육과학기술부 전문대학교육역량강화사업 선정
- 2011년 11월 20일 전주비전대학교로 교명 변경
- 2013년 10월 1일 교육부 WCC 사업 선정(2013~2015년)
- 2014년 6월 30일 특성화전문대학육성사업 선정(2014~2015년)
- 2015년 : 교육부 대학구조개혁평가 결과 D+등급[2]
- 2016년 6월 16일 특성화전문대학육성사업 중간평가 “매우 우수”
- 2017년 3월 29일 사회맞춤형 산학협력 선도전문대학(LINC+) 육성사업 선정
- 2017년 : 교육부 대학구조개혁평가 2차년도 이행점검 결과 재정지원제한 완전 해제[3]